# Gregorio de Valencia
Gregorio de Valencia (*Medina del Campo, 1549 –† Nápoles, 25 de marzo de 1603) fue un teólogo jesuita y filósofo español.
Bachiller en Artes por la Universidad de Salamanca en donde entró novicio de los jesuitas (1565). Estudió Teología en la misma universidad (1567) donde -a través del Maestro Mancio- recibíó una fuerte influencia del movimiento de renovación teológica iniciado por Francisco de Vitoria. Alternó sus estudios teológicos entre Valladolid (1568-1571) y Salamanca (1572). Profesor en la Universidad de Dillinguen (1573-1574), y en la de Ingolstadt (1575-1597). Profesor y director del Colegio Romano de los jesuitas en Roma (1598) a petición del Papa, Clemente VIII, defendió ante la Curia Romana la doctrina del también teólogo español Luis de Molina sobre la gracia y la predestinación (1600).

## Obra

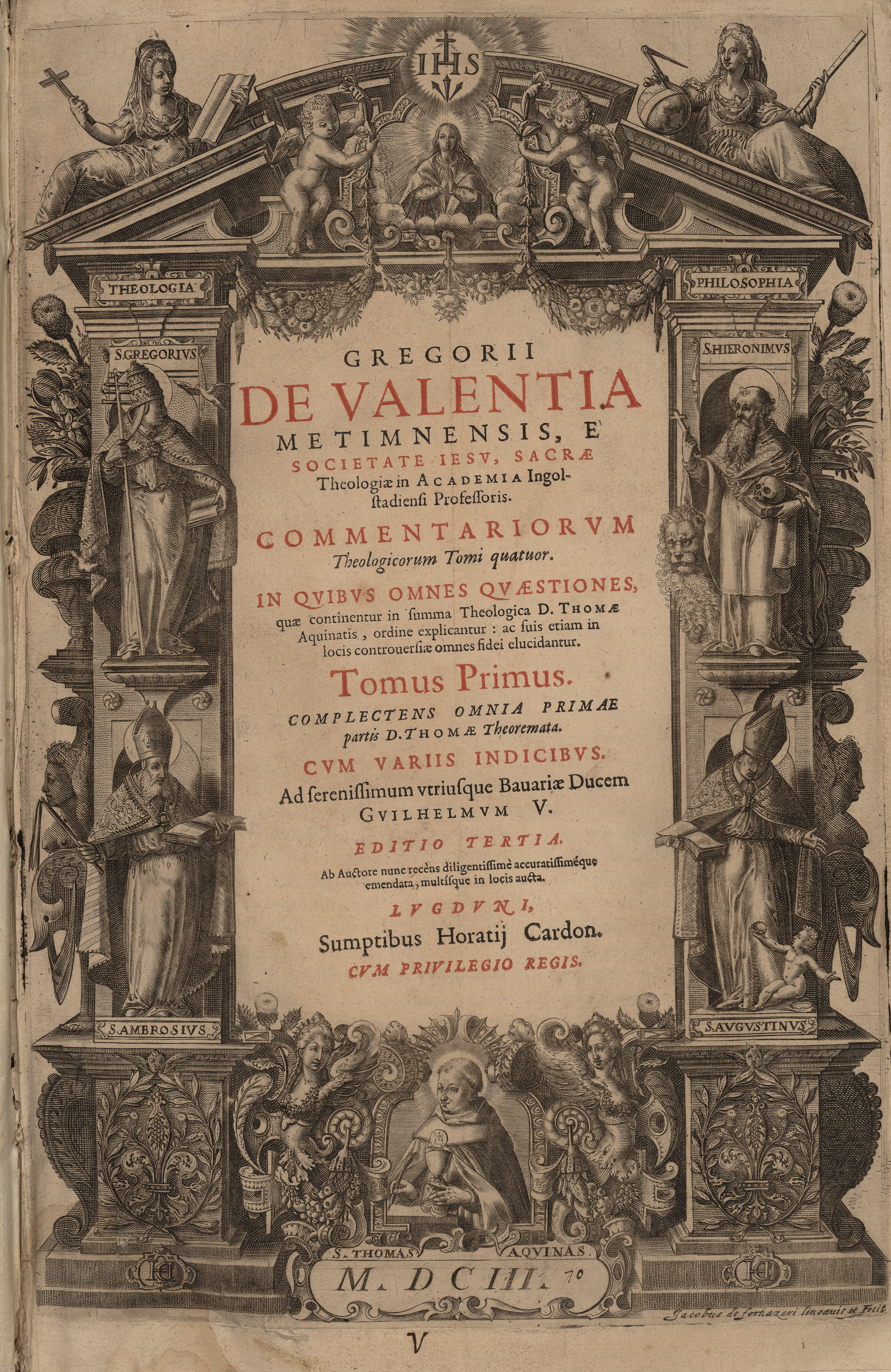
Commentarii theologici, 1603

Su obra se distingue por una renovada teología escolástica en la que se hace uso abundante de los lugares teológicos y, por otro lado, no descuida el empleo de la razón natural desarrollando a fondo el contenido de las fuentes teológicas. En su obra más importante, los Comentarios Teológicos, sigue el método implantado por Francisco de Vitoria, de comentar la Summa de Tomás de Aquino.
Aparte de diversas lecciones, obras de controversia y varias apologías y discursos, sus principales tratados doctrinales son:
- Analysis fidei Catholicae (1585).
- Libri quinque de Trinitate (1586).
- De reali Christi praesentia in eucharistia... libri tres (1587).
- De rebus fidei hoc tempore controversis libri (1591).
- Commentariorum theologicorum tomi quatuor. In quibus omnes materiae quae continetur in Summa Divi Thomae explicantur (1591-1597).